# Сальватьєрра-де-лос-Баррос
Сальватьєрра-де-лос-Баррос (ісп. Salvatierra de los Barros) — муніципалітет в Іспанії, у складі автономної спільноти Естремадура, у провінції Бадахос. Населення — 1772 особи (2010).
Муніципалітет розташований на відстані близько 330 км на південний захід від Мадрида, 49 км на південний схід від Бадахоса.

## Демографія
Динаміка населення (INE ):